# Речицкий сельсовет (Столинский район)
Речицкий сельсовет (белор. Рэчыцкі сельсавет) — административная единица на территории Столинского района Брестской области Беларуси. Административный центр — рабочий посёлок Речица.

## История
Сельсовет образован в 1940 г.

## Современное состояние
Состоянием на 2015 год на территории совета проживали 8769 человек, его площадь – 8106 го.
Функционируют СПК “Ворони”, где работают 142 человека, и ОАО “Теребежов-Агро” – 179 работающих.
Работают следующие предприятия: ОАО “Горынский комбинат строительных материалов” (245 работающих), ОАО “Горынский агрокомбинат” (226 работающих), ОАО “Столинрайагросервис” (118), РПУ “Столинрайгаз” (134), ЧТУП “Столінаптгандаль” (118), Столинский участок ОАО “Пинский комбинат хлебопродуктов” (30), Столінрайпалівазбыт (38), асфальтовый завод Столинской ДБПМК-32 (21), раствора-бетонный узел ПМК-24 (34), мастерской участок Столинского ЖКХ (143 работающие), железнодорожная станция Горынь (70 работающих).
Социальная сфера представлена четырьмя средними школами и четырьмя детскими садами, столько же есть домов культуры и объектов спортивного назначения, работает одна врачебная амбулатория и четыре ФАПы, школа искусств, четыре комплексные приемные пункты, два отделения филиала АСБ “Беларусбанк”, есть социально-педагогический центр с детским приютом, аптека и четыре аптечные пункты, кинотеатр, пять почтовых отделений, два отделения РАНС, две частные парикмахерские, три бани.
Работают (январь 2015 года) 37 торговых объектов, из них 16 – частной собственности. Зарегистрированы и осуществляют деятельность 144 индивидуальные предприниматели.
Функционируют четыре православные церкви и три протестантских храмов.
На территории поселкового совета находится отделение пограничного контроля “Речица” Пинского погранотряда (300 военнослужащих), а также международные пункты таможенного оформления “Горынь” и “Верхний Теребежов”.
Сейчас проводится благоустройство микрорайона «Горынь», ведутся работы по прокладке водопровода к деревне Нижний Теребежов. В этом же населенном пункте создан кооператив по подключению к газопроводу, в него вошли 95 процентов имеющихся домовладений. Завершается газификация аг. Верхний Теребежов. Завершены проектные работы по газификации деревни Бухличи.
В 2011 году деревня Верхний Теребежов преобразована в агрогородок.

## Состав
Речицкий сельсовет включает 8 населённых пунктов:
- Бухличи — деревня
- Верхний Теребежов — агрогородок
- Ворони — деревня
- Копани — деревня
- Лесной — посёлок
- Лютый Бор — деревня
- Нижний Теребежов — деревня
- Речица — рабочий посёлок